# Animali randagi
Animali randagi è un film del 2024 co-scritto e diretto da Maria Tilli al suo debutto alla regia.

## Trama
Luca e Toni sono due amici che vivono in un paese di provincia dove non succede mai niente. Per evitare la noia passano le giornate fra lavoro e sfide di assunzione di sostanze stupefacenti. Lavorando come paramedici un giorno gli si presenta l'occasione di accompagnare un paziente di nome Emir fuori dall'Italia e andare in Serbia in quanto ha bisogno di cure mediche e ha chiesto a sua figlia Maria di accompagnarlo ma la verità è che Emir vorrebbe recuperare il rapporto con lei per il tempo che gli resta da vivere.

## Produzione
Il film, diretto e co-scritto da Maria Tilli con Fabrizio Franzini e Matteo Corradini, è stato prodotto da Eagle Original Content con Rai Cinema. In una intervista rilasciata a Ciak la regista ha raccontato il processo di scrittura e ideazione del film, avvenuto nel 2010:

## Distribuzione
Il film è stato presentato in anteprima al Bari International Film & TV Festival 2024 il 3 febbraio 2024 e distribuito il 27 giugno 2024 nelle sale cinematografiche italiane.

## Accoglienza
Il film è stato accolto con recensioni generalmente favorevoli da parte della critica cinematografica.
Damiano Panattoni Movieplayer.it descrive il film come «appassionato e delicato» ritenendo che sia la dimostrazione che «il cinema indipendente italiano è capace di offrire storie e sensazioni originali», apprezzandone «la cura estetica, cura emotiva, un cast sensibile per una chiave di lettura autentica e luminosa». Paola Casella di  MYmovies.it scrive che Animali randagi «si sviluppa come un road movie che attraversa atmosfere laconiche e quasi western», ma che «resta profondamente italiano negli ambienti e nei visi dei tanti non attori», trovando «efficaci» gli attori protagonisti.
Meno entusiasta Giulia Lucchini del Cinematografo, il quale riporta che il progetto «vuole riflettere sul senso della vita, [...] ma lo fa rimanendo sempre in superficie e non riuscendo mai ad andare in profondità», sottolineando il fatto che i protagonisti «si spostano senza tornare mai agli stessi posti non riesce purtroppo ad appassionare vuoi per la storia già vista o vuoi per il mancato approfondimento psicologico dei personaggi».